# William Cecil Dampier
William Cecil Dampier (Londres, 27 de diciembre de 1867 - 11 de diciembre de 1952) fue un científico, agrónomo e historiador de la ciencia británico que desarrolló un método para extraer lactosa del suero de leche.
En 1886 ingresó en el Trinity College (Cambridge) y en 1889 comenzó sus investigaciones en los Laboratorios Cavendish. En 1891 fue elegido miembro de Trinity y en 1901 de la Royal Society.
De 1931 a 1935 fue el primer secretario del Consejo de Investigación Agrícola. Fue nombrado caballero en 1931 por su servicio público a la agricultura.

## Publicaciones
En 1904 publicó la primera de sus obras sobre la ciencia y su historia, El desarrollo reciente de la ciencia física. En 1929 se publicó Historia de la ciencia y sus relaciones con la filosofía y la religión. Así como Una historia breve de la ciencia  en 1944.
También fue autor de las siguientes publicacione: 
- 'Sobre el supuesto deslizamiento en el límite de un líquido en movimiento';[4]
- 'Nota sobre la teoría de la velocidad iónica de Kohlrausch';[5]
- 'Velocidades iónicas';[6]
- 'Sobre la velocidad del ion hidrógeno a través de soluciones de acetatos';[7]
- 'Sobre las velocidades de los iones y los poderes de ionización relativos de los disolventes';[8]
- 'La velocidad de los iones';[9]
- 'El poder ionizante de los disolventes';[10]
- 'La teoría de la migración de los iones y de las velocidades iónicas específicas';[11]
- 'El poder coagulante de los electrolitos';[12]
- 'Solución y electrólisis';[13]
- Otras en 'Nature' y 'Science Progress'.[14]